# Гіві Сісаурі
Гіві «Гія» Сісаурі (англ. Guivi "Gia" Sissaouri, груз. გივი სისაური; нар. 15 квітня 1971, Тбілісі, Грузинська РСР) — канадський борець вільного стилю грузинського походження, чемпіон, срібний та дворазовий бронзовий призер чемпіонатів світу, чемпіон та бронзовий призер Панамериканських чемпіонатів, чемпіон та срібний призер Панамериканських ігор, переможець, срібний та бронзовий призер Кубків світу, срібний призер Олімпійських ігор, чемпіон Ігор Співдружності.

## Життєпис
Народився у Тбілісі. Боротьбою почав займатися з 1982 року. У 1988 році емігрував до Канади. Виступав за борцівський клуб Монреаля. Тренер — Віктор Зільберман. Отримав канадське громадянство в 1995 році, і вперше представляв свою нову країну на чемпіонаті світу того ж року, де він взяв срібну нагороду. Представляв Канаду в 1996 році на літніх Олімпійських іграх, де дійшов до фіналу та поступився там у поєдинку за чемпіонський титул Кендаллу Кроссу зі США. У 1997 та 1998 роках він взяв бронзові медалі на чемпіонатах світу, але наступного через травму коліна посів лише 18 місце на світовій першості. Того ж року завоював місце у делегації Канади на літніх Олімпійських іграх 2000 року після перемоги на Панамериканських іграх. На цій Олімпіаді він не вийшов з групи, в якій боровся і чемпіон цих ігор Аліреза Дабір з Ірану. Успішними виявилися для Гіві Сісаурі наступні три сезони, коли він виграв титул чемпіона світу 2001 року та Ігор Співдружності 2002 року, на додаток до срібної медалі на Панамериканських іграх 2003 року. У 2004 він виступив на третій для себе Олімпіаді. Старт виявився дуже вдалий — Гія переміг діючого олімпійського чемпіона Мурада Умаханова з Росії, але в чвертьфіналі він програв українцю Василю Федоришину. Сісаурі продовжував по тому боротися протягом декількох років, але відійшов від активних виступів до Олімпійських ігор 2008 року і зайнявся тренерською діяльністю.

## Спортивні результати на міжнародних змаганнях

### Виступи на Олімпіадах
| Змагання                    | Збірна | Вагова категорія          | Місце  |
| --------------------------- | ------ | ------------------------- | ------ |
| Літні Олімпійські ігри 1996 | Канада | вільна боротьба, до 57 кг | Срібло |
| Літні Олімпійські ігри 2000 | Канада | вільна боротьба, до 58 кг | 13     |
| Літні Олімпійські ігри 2004 | Канада | вільна боротьба, до 60 кг | 6      |

### Виступи на Чемпіонатах світу
| Змагання                        | Збірна | Вагова категорія          | Місце  |
| ------------------------------- | ------ | ------------------------- | ------ |
| Чемпіонат світу з боротьби 1995 | Канада | вільна боротьба, до 57 кг | Срібло |
| Чемпіонат світу з боротьби 1997 | Канада | вільна боротьба, до 58 кг | Бронза |
| Чемпіонат світу з боротьби 1998 | Канада | вільна боротьба, до 58 кг | Бронза |
| Чемпіонат світу з боротьби 1999 | Канада | вільна боротьба, до 58 кг | 18     |
| Чемпіонат світу з боротьби 2001 | Канада | вільна боротьба, до 58 кг | Золото |
| Чемпіонат світу з боротьби 2003 | Канада | вільна боротьба, до 60 кг | 12     |
| Чемпіонат світу з боротьби 2005 | Канада | вільна боротьба, до 60 кг | 8      |

### Виступи на Панамериканських чемпіонатах
| Змагання                                   | Збірна | Вагова категорія          | Місце  |
| ------------------------------------------ | ------ | ------------------------- | ------ |
| Панамериканський чемпіонат з боротьби 2000 | Канада | вільна боротьба, до 58 кг | Бронза |
| Панамериканський чемпіонат з боротьби 2008 | Канада | вільна боротьба, до 60 кг | Золото |

### Виступи на Панамериканських іграх
| Змагання                  | Збірна | Вагова категорія          | Місце  |
| ------------------------- | ------ | ------------------------- | ------ |
| Панамериканські ігри 1999 | Канада | вільна боротьба, до 58 кг | Золото |
| Панамериканські ігри 2003 | Канада | вільна боротьба, до 60 кг | Срібло |

### Виступи на Кубках світу
| Змагання                    | Збірна | Вагова категорія          | Місце  |
| --------------------------- | ------ | ------------------------- | ------ |
| Кубок світу з боротьби 1993 | Канада | вільна боротьба, до 57 кг | Срібло |
| Кубок світу з боротьби 1997 | Канада | вільна боротьба, до 58 кг | Бронза |
| Кубок світу з боротьби 2002 | Канада | вільна боротьба, до 60 кг | Золото |
| Кубок світу з боротьби 2004 | Канада | вільна боротьба, до 60 кг | 0      |

### Виступи на Іграх Співдружності
| Змагання                | Збірна | Вагова категорія          | Місце  |
| ----------------------- | ------ | ------------------------- | ------ |
| Ігри Співдружності 2002 | Канада | вільна боротьба, до 60 кг | Золото |

### Виступи на інших змаганнях
| Змагання                                                             | Збірна | Вагова категорія          | Місце  |
| -------------------------------------------------------------------- | ------ | ------------------------- | ------ |
| Франкомовні Ігри з боротьби 1994                                     | Канада | вільна боротьба, до 62 кг | Золото |
| Панамериканський Олімпійський кваліфікаційний турнір з боротьби 1996 | Канада | вільна боротьба, до 57 кг | Золото |
| Гран-прі Німеччини з боротьби 1998                                   | Канада | вільна боротьба, до 58 кг | Золото |
| Гран-прі Німеччини з боротьби 1999                                   | Канада | вільна боротьба, до 63 кг | 7      |
| Олімпійський кваліфікаційний турнір з боротьби 2000 (Токіо)          | Канада | вільна боротьба, до 58 кг | 5      |
| Гран-прі Німеччини з боротьби 2003                                   | Канада | вільна боротьба, до 60 кг | Золото |
| Олімпійський кваліфікаційний турнір з боротьби 2004 (Братислава)     | Канада | вільна боротьба, до 60 кг | 4      |
| Гран-прі Німеччини з боротьби 2004                                   | Канада | вільна боротьба, до 60 кг | Золото |